# سورخاوکنت
سورخاوکنت (به لاتین: Surkhavkent) یک منطقهٔ مسکونی در روسیه است که در شهرستان کایتاگسکی واقع شده‌است.